# Машен, Арнольд
Арнольд Машен (Ме́йчин) (англ. Arnold Machin /ˈmeɪtʃɪn/; 30 сентября 1911, Сток-он-Трент — 9 марта 1999, Эклсхол, Стаффорд, Англия) — британский художник, скульптор, дизайнер монет и почтовых марок.

## Биография
Родился 30 сентября 1911 года в городе Сток-он-Трент.
В возрасте 14 лет был учеником китайского художника в гончарной мастерской Минтона. В 1934 году переехал в город Дерби, где работал в компании по производству фарфора Royal Crown Derby и познакомился со своей будущей женой — Патрицией. Он продолжил учиться в Королевском колледже искусств в Лондоне. Он стал академиком в 1956 году и членом Королевского общества британских скульпторов. С 1951 года он был репетитором в Королевском колледже искусств.
Сын Френсис (19 ноября 1949 — 15 апреля 2007), архитектор.
Умер 9 марта 1999 года.

## Работы
Вместе с переходом в Англии на десятичную денежную систему на английских монетах сменился портрет королевы. Автором нового портрета стал Арнольд Машен.
На почтовых марках серии «Машен» был помещён уменьшенный портрет королевы Елизаветы II в профиль, который использовался на общебританских стандартных марках, начиная с 5 июня 1967 года.